# 日和佐桜町中継局
日和佐桜町中継局（ひわささくらまちちゅうけいきょく）は、徳島県海部郡美波町にあったテレビ中継局である。

## 概要
当中継局は美波町日和佐浦にあり、日和佐桜町地区へ電波を発射していた。

## 中継局送信施設概要

### 地上アナログテレビ放送
| 放送局名          | チャンネル | 空中線電力           | ERP                 | 放送対象地域 | 放送区域内世帯数 |
| ----------------- | ---------- | -------------------- | ------------------- | ------------ | ---------------- |
| NHK徳島教育テレビ | 6ch        | 映像50mW/ 音声12.5mW | 映像120mW/ 音声30mW | 全国         | 約-世帯          |
| NHK徳島総合テレビ | 8ch        | 映像50mW/ 音声12.5mW | 映像120mW/ 音声31mW | 徳島県       | 約-世帯          |
| JRT四国放送       | 10ch       | 映像50mW/ 音声12.5mW | 映像120mW/ 音声30mW | 徳島県       | 約-世帯          |

- 2011年7月24日の停波を以って運用を終え、廃局となった。
- 当中継局は、送信出力が50mWと微小の中継局だった。また、VHF中継局では日本一出力が小さい局であった。